# Miccolamia albosetosa
Miccolamia albosetosa là một loài bọ cánh cứng trong họ Cerambycidae.